# Sahal Abdul Samad
Sahal Abdul Samad (* 1. dubna 1997) je indický fotbalista, který hraje jako záložník za indický klub Mohun Bagan a za indickou reprezentaci.

## Reprezentační kariéra
Svůj debut v reprezentaci do 23 let si odbyl dne 11. března 2019 proti Kataru v přátelském zápasu.
Sahal debutoval za seniorskou reprezentaci dne 5. června 2019 proti Curaçau.
Svůj první reprezentační gól vstřelil proti Nepálu dne 16. října 2021.